# Erronea fernandoi
Erronea fernandoi is een slakkensoort uit de familie van de Cypraeidae. De wetenschappelijke naam van de soort is voor het eerst geldig gepubliceerd in 1969 door Cate.